# Ruel (ca sĩ)
Ruel Vincent van Dijk (sinh ngày 29 tháng 10 năm 2002), thường được biết đến với nghệ danh Ruel, là một ca sĩ kiêm nhạc sĩ người Úc, nổi tiếng với các đĩa đơn "Don't Tell Me", "Younger" và "Painkiller". Tại lễ trao giải ARIA Music Awards 2018, Ruel đã giành chiến thắng cho hạng mục Nghệ sĩ đột phá.

## Cuộc đời
Ruel sinh ra tại thị trấn Isleworth, Luân Đôn, Vương quốc Anh. Mẹ của Ruel là người Anh còn cha anh là người New Zealand gốc Hà Lan, đồng thời cũng là nhà sáng lập hãng thu âm và quảng cáo Úc Eardrum. Ruel có hai người chị gái. Gia đình anh chuyển đến Sydney, Úc sinh sống vào năm 2006.

## Sự nghiệp âm nhạc

### 2015–2017: Những năm đầu
Năm 2015, bản demo của Ruel thể hiện bài hát "Let It Go" (James Bay) được cha anh gửi đến cho M-Phazes – nhà sản xuất âm nhạc từng đoạt Giải Grammy, người đã vô cùng ấn tượng với chất giọng của Ruel và khen ngợi anh là một "nhân tài bẩm sinh". Sau hơn một năm luyện tập và chuẩn bị, Ruel đã cho ra mắt đĩa đơn đầu tay "Golden Years" cùng với M-Phazes vào tháng 4 năm 2017. Tháng 6 cùng năm là lần đầu tiên anh có màn trình diễn trực tiếp trên sóng phát thanh với ca khúc "Weathered" của Jack Garratt, trong một số của chương trình Like A Version thuộc đài truyền thanh quốc gia Úc, triple J. Ở tuổi 14, anh là ca sĩ trẻ nhất từng biểu diễn trên chương trình này. Video của tiết mục đã thu hút nửa triệu lượt xem chỉ trong vòng chưa đầy 48 giờ.
Tháng 7 năm 2017, Ruel phát hành đĩa đơn "Don't Tell Me", đạt vị trí thứ 86 trên ARIA Charts. Hai tháng sau đó trên chương trình BBC Radio 1, Elton John đã nghe ca khúc này và dành nhiều lời khen ngợi Ruel. "Don't Tell Me" cũng góp mặt trong số 21 bài hát hay nhất của các nghệ sĩ dưới 21 tuổi do tờ CelebMix bầu chọn vào năm 2018. Tháng 11 năm 2017, Ruel đã biểu diễn trong khuôn khổ chuyến lưu diễn American Teen Tour tại Úc và New Zealand của Khalid. Cũng trong tháng đó, Ruel ký vào bản hợp đồng quốc tế với hãng thu âm RCA Records. Vào tháng 12 năm 2017, Tom Thum phát hành bản cover ca khúc "Human" (Rag'n'Bone Man) do Ruel thể hiện.

### 2018–nay: Hai EPReadyvàFree Time
Ngày 24 tháng 3 năm 2018, Ruel biểu diễn ở Pop Spring Festival, Tokyo, nơi anh có buổi meet-and-greet đầu tiên với người hâm mộ. Vào ngày 4 tháng 4, Ruel đã thể hiện ca khúc "Golden Years" tại lễ khai mạc Đại hội Thể thao Khối Thịnh vượng chung 2018. Video âm nhạc cho "Don't Tell Me" được phát hành vào ngày 19 tháng 4. Ngày 2 tháng 6 năm 2018, Ruel thông báo rằng EP đầu tay của anh mang tên Ready sẽ ra mắt vào ngày 15 tháng 6, cùng với đó là chuyến lưu diễn vào tháng 6 và tháng 7. Vào tháng 10, trong một show diễn cháy vé của mình ở Sydney, Ruel được thông báo rằng đĩa đơn "Younger" đã đạt chứng nhận Vàng của Hiệp hội Công nghiệp ghi âm Úc (ARIA). Ngày 11 tháng 10 năm 2018, anh được đề cử tại hạng mục Nghệ sĩ đột phá của lễ trao giải ARIA Music Awards và sau đó đã giành chiến thắng, qua đó trở thành nghệ sĩ trẻ nhất được xướng tên tại hạng mục này.
Ngày 10 tháng 1 năm 2019, Ruel xác nhận sẽ góp giọng trong album mới The Great Expanse của ban nhạc Úc Hilltop Hoods, qua ca khúc mang tên "Fire & Grace"; album này sau đó phát hành vào ngày 22 tháng 2. Ngày 1 tháng 5, anh phát hành "Painkiller", đĩa đơn mở đường cho EP Free Time, cùng với đó là một MV đi kèm. Vào ngày 9 tháng 8, đĩa đơn "Face to Face" cũng được Ruel ra mắt kèm với MV quay khi anh đang lưu diễn ở Pháp. Free Time, EP thứ hai của Ruel, chính thức được phát hành vào ngày 13 tháng 9. Anh đã mở màn cho hai show tại Úc thuộc chuyến lưu diễn Shawn Mendes: The Tour của Shawn Mendes vào tháng 11 năm 2019.
Ngày 31 tháng 1 năm 2020, Ruel hợp tác với bộ đôi Cosmo's Midnight để ra mắt bài hát "Down for You". MV của bài hát đã được công chiếu vào ngày 18 tháng 3. Ca khúc "Empty Love" do Ruel thể hiện cùng với nữ ca sĩ người Anh Gracey đã được phát hành kèm với một MV vào ngày 22 tháng 5 năm 2020.

## Danh sách đĩa nhạc

### EP
| Tiêu đề   | Chi tiết                                                                                                | Thứ hạng | Thứ hạng |
| Tiêu đề   | Chi tiết                                                                                                | AUS      | NZ       |
| --------- | --- | -------- | -------- |
| Ready     | - Phát hành: 15 tháng 6 năm 2018 - Định dạng: Tải kĩ thuật số, stream - Hãng: RCA, Sony Music Australia | 76       | —        |
| Free Time | - Phát hành: 13 tháng 9 năm 2019 - Định dạng: Tải kĩ thuật số, stream - Hãng: RCA, Sony Music Australia | 3        | 18       |

### Đĩa đơn

#### Với tư cách nghệ sĩ chính
| Tiêu đề                                                             | Năm  | Thứ hạng | Thứ hạng | Thứ hạng | Chứng nhận       | Album     |
| Tiêu đề                                                             | Năm  | AUS      | NZHeat.  | NZHot    | Chứng nhận       | Album     |
| ------------------------------------------------------------------- | ---- | -------- | -------- | -------- | ---------------- | --------- |
| "Golden Years" (cùng với M-Phazes)                                  | 2017 | —        | —        | —        |                  | —         |
| "Don't Tell Me"                                                     | 2017 | 86       | —        | —        | - ARIA: Vàng     | Ready     |
| "Dazed & Confused"                                                  | 2018 | 53       | 7        | —        | - ARIA: Bạch kim | Ready     |
| "Younger"                                                           | 2018 | 76       | —        | —        | - ARIA: Bạch kim | Ready     |
| "Not Thinkin' Bout You" (bản solo hoặc remix kết hợp cùng GoldLink) | 2018 | —        | —        | —        |                  | Ready     |
| "Say" (bản acoustic kết hợp cùng Jake Meadows)                      | 2019 | —        | —        | —        |                  | Ready     |
| "Painkiller" (bản solo hoặc kết hợp cùng Denzel Curry)              | 2019 | 35       | —        | 6        | - ARIA: Bạch kim | Free Time |
| "Face to Face"                                                      | 2019 | 73       | —        | 8        |                  | Free Time |
| "Real Thing"                                                        | 2019 | 73       | —        | 18       |                  | Free Time |
| "Down for You" (cùng với Cosmo's Midnight)                          | 2020 | —        | —        | —        |                  | —         |
| "Empty Love" (cùng với Gracey)                                      | 2020 | —        | —        | —        |                  | —         |

#### Kết hợp cùng nghệ sĩ khác
| Tiêu đề                                                   | Năm  | Album |
| --------------------------------------------------------- | ---- | ----- |
| "Human" (Tom Thum ft. Ruel) (Triple J Like a Version)     | 2017 | —     |
| "Weathered" (M-Phazes ft. Ruel) (Triple J Like a Version) | 2017 | —     |
| "Flames" (SG Lewis ft. Ruel)                              | 2019 | Dawn  |

### Ca khúc khác lọt vào bảng xếp hạng
| Tiêu đề          | Năm  | Thứ hạng | Album     |
| Tiêu đề          | Năm  | NZHot    | Album     |
| ---------------- | ---- | -------- | --------- |
| "Don't Cry"      | 2019 | 29       | Free Time |
| "Hard Sometimes" | 2019 | 28       | Free Time |
| "Unsaid"         | 2019 | 33       | Free Time |
| "Free Time"      | 2019 | 47       | Free Time |

#### Kết hợp cùng nghệ sĩ khác
| Tiêu đề        | Năm  | Nghệ sĩ                | Album             |
| -------------- | ---- | ---------------------- | ----------------- |
| "Fire & Grace" | 2019 | Hilltop Hoods ft. Ruel | The Great Expanse |

### Video ca nhạc
| Tiêu đề                                    | Năm  | Đạo diễn     |
| ------------------------------------------ | ---- | ------------ |
| "Human" (Tom Thum ft. Ruel)                | 2017 | Tom Wilson   |
| "Golden Years"                             | 2018 | Marcus Flack |
| "Don't Tell Me"                            | 2018 | —            |
| "Dazed & Confused"                         | 2018 | Grey Ghost   |
| "Younger"                                  | 2018 | Grey Ghost   |
| "Not Thinkin' 'Bout You"                   | 2018 | Grey Ghost   |
| "Painkiller"                               | 2019 | Grey Ghost   |
| "Flames" (SG Lewis ft. Ruel)               | 2019 | Grey Ghost   |
| "Face to Face"                             | 2019 | Grey Ghost   |
| "Real Thing"                               | 2019 | Grey Ghost   |
| "Down for You" (cùng với Cosmo's Midnight) | 2020 |              |
| "Empty Love" (cùng với Gracey)             | 2020 |              |

## Thành tựu

### Giải APRA
Giải APRA Awards được tổ chức hàng năm ở Úc và New Zealand bởi hiệp hội APRA AMCOS nhằm vinh danh đóng góp về sáng tác, doanh thu và biểu diễn của các thành viên trực thuộc hiệp hội. Ruel đã nhận được một đề cử.
| Năm  | Đề cử / Tác phẩm | Giải thưởng             | Kết quả |
| ---- | ---------------- | ----------------------- | ------- |
| 2020 | Ruel             | Nhạc sĩ đột phá của năm | Đề cử   |

### Giải ARIA
Giải ARIA Music Awards là một giải thưởng thường niên tôn vinh những thành tựu xuất sắc trong mọi dòng nhạc của nền âm nhạc Úc. Ruel thắng một giải từ một đề cử.
| Năm  | Đề cử / Tác phẩm   | Giải thưởng     | Kết quả   |
| ---- | ------------------ | --------------- | --------- |
| 2018 | "Dazed & Confused" | Nghệ sĩ đột phá | Đoạt giải |

### Giải Nickelodeon Kids' Choice
| Năm  | Đề cử / Tác phẩm | Giải thưởng                | Kết quả   |
| ---- | ---------------- | -------------------------- | --------- |
| 2019 | Ruel             | Aussie/Kiwi được yêu thích | Đoạt giải |

### Giải Âm nhạc châu Âu của MTV
Giải Âm nhạc châu Âu của MTV (tiếng Anh: MTV Europe Music Awards hay MTV EMAs) là một giải thưởng được tổ chức hàng năm nhằm công nhận những đóng góp xuất sắc cho mọi dòng nhạc trên toàn thế giới. Ruel thắng một giải từ một đề cử.
| Năm  | Đề cử / Tác phẩm | Giải thưởng              | Kết quả   |
| ---- | ---------------- | ------------------------ | --------- |
| 2019 | Ruel             | Nghệ sĩ Úc xuất sắc nhất | Đoạt giải |

## Lưu diễn

### Độc lập
- Dazed & Confused (2018)[55]
- Ready EP Launch Tour (2018)[56]
- Ready Tour Asia (2019)[57]
- Painkiller Tour (2019)[57]
- Free Time World Tour (2019)[57]

### Khách mời
- Gallant - Ology Tour (2017)
- Khalid - American Teen Tour (2017-2018)
- Shawn Mendes – Shawn Mendes: The Tour (2019)